# سنگین‌نوک رنل
سنگین‌نوک رنل (نام علمی: Clytorhynchus hamlini) نام یک گونه از سرده سنگین‌نوک است.